# Hières-sur-Amby
 Hières-sur-Amby  es una población y comuna francesa, en la región de Ródano-Alpes, departamento de Isère, en el distrito de La Tour-du-Pin y cantón de Crémieu.

## Demografía
| 621 | 640 | 747 | 835 | 925 | 998 |
| Para los censos de 1962 a 1999 la población legal corresponde a la población sin duplicidades (Fuente: INSEE [Consultar]) |     |     |     |     |     |